# 新海拉無鬚魮
新海拉無鬚魮（学名：Puntius melanampyx）為輻鰭魚綱鯉形目鯉科的其中一個種。有一同種異名條紋無鬚魮（Puntius fasciatus）。

## 分布
本魚分布於印度的考未立河流域。

## 特徵
本魚體具有四道不完整的黑寬條紋，尾柄的末端有一條黑色細條紋縱貫而過。雄魚的顏色通常為粉紅色，繁殖期粉紅色變成鮮紅色，黑斑差不多都合攏到一起。鰓蓋後為紅色。體長可達7.5公分。

## 生態
本魚棲息在流動水域，屬雜食性，以藻類、甲殼類、昆蟲等為食，性情溫和，喜成群活動。

## 經濟利用
為觀賞性魚類。